# I845
L'i845 (conosciuto anche con il nome in codice Brookdale) è un chipset Intel presentato nel 2001 per supportare i Pentium 4 Northwood su socket 478.

## Caratteristiche tecniche

### Primo chipset Intel per le memorie DDR
L'i845 era in realtà un chipset contemporaneo all'i850 (anch'esso conosciuto anche mediante il suo nome in codice, Tehama) ma, a differenza del modello più blasonato, offriva il supporto alla memoria RAM DDR al posto della ben più costosa RDRAM di Rambus utilizzata fino ad allora da Intel con il Pentium 4 unito al chipset i850 (Tehama).
La scelta di passare dalla memoria RDRAM alla DDR venne dettata più da ragioni commerciali che tecniche. Tecnologicamente la memoria RDRAM era molto più evoluta e, sulla carta, garantiva un'ampiezza di banda estremamente maggiore rispetto alla DDR già utilizzata allora dalla concorrente di Intel, AMD. Malgrado questa superiorità tecnica, le prestazioni non erano particolarmente influenzate da questo tipo di memoria e per combattere sul piano dei prezzi, Intel dovette cedere e passare alla memoria DDR, che a fronte di prestazioni praticamente equivalenti costava molto meno.

### Altre caratteristiche
Il chipset i845 offriva supporto alla RAM SDRAM PC133 e, nella versione i845D anche a ben 2 GB di DDR-266. Oltre a questo, poteva supportare le frequenze di BUS quad pumped a 400 MHz e 533 MHz oltre ad uno slot AGP 4x. A discrezione dei produttori di motherboard poteva essere abbinato al southbridge ICH2 o ICH4, la cui differenza principale risiedeva nel tipo di porte USB supportate. L'ICH2 offriva 4 porte USB 1.1 mentre l'ICH4 supportava fino a 6 porte USB 2.0. Per la connessione delle periferiche di archiviazione era presente l'ormai tradizionale controller per 2 canali PATA di tipo UltraATA 100, ma ovviamente nessun supporto allo standard SATA che non era ancora arrivato sul mercato. Lo standard audio integrato era quello AC '97 2.1 e la scheda di rete non era integrata ma supportata attraverso il BUS PCI.
Le versioni disponibili erano le seguenti:
- i845 - supporto limitato alla RAM SDRAM
- i845D - supporto alla RAM DDR-266
- i845G/GL - supporto del sottosistema grafico
- i845GE/PE/GV - supporto del sottosistema grafico e della RAM-333

## Il successore
L'i845 e il suo alter ego i850, furono rimpiazzati da Intel nel corso del 2003 dai primi chipset in grado di supportare lo standard SATA, ovvero l'i865 (Springdale) e l'i875 (Canterwood). Tra le altre novità dei nuovi chipset, il BUS aumentato a 800 MHz e il supporto alla modalità RAID per gli hard disk.